# La Disparue de l'enfer
La Disparue de l'enfer (titre original : Echoes of Honor) est le huitième roman de la série Honor Harrington de l'écrivain de science-fiction David Weber paru en 1998 puis traduit en français et publié en deux tomes en 2005,.
À la tête de la vingtaine de prisonniers échappés du vaisseau de Cordelia Ransom, Honor doit maintenant parvenir à s'échapper de la planète prison Hadès. La SerSec va découvrir qu'elle n'est pas aussi morte que prévu. 
Si l'annonce de l'exécution d'Honor par la République Populaire de Havre a outragé toute l'Alliance de Manticore, sur Grayson se pose le problème de la succession à son titre de Seigneur.

## Résumé
Les parents de Honor assistent à la diffusion de son "exécution" par les Havriens, quatre mois après sa capture. Les funérailles ont lieu à la fois sur Manticore et Grayson, un cercueil vide est enterré dans la crypte royale de Manticore. La marine expérimente un nouveau type de vaisseau : un porte-BAL pouvant lancer une centaine de bâtiments d’assaut légers.
Pour que le domaine Harrington ne soit pas rendu au Conclave des seigneurs, le régent du domaine, Clinkscales, demande à Allison, la mère de Honor, de concevoir un frère ou une sœur qui hériterait du domaine. Allison et son mari acceptent, elle dévoile au révérend Premier Ancien, Sullivan, que mille ans plus tôt les Graysoniens ont été modifiés génétiquement pour lutter contre les métaux lourds présents sur la planète et que ce faisant cette mutation avait entraîné aussi la surmortalité des enfants mâles. Le Protecteur et sa famille sont invités au domaine Harrington pour un dîner entre amis, ce qui n’était pas arrivé depuis deux cents ans ; l’ainée des Mayhew, Rachel, est adoptée par le chat sylvestre Hipper.
Sur la planète Hadès surnommée "l’Enfer", Honor et ses compagnons, en écoutant les communications radios, apprennent que les Havriens sont regroupés dans le camp Charon situé sur une île. Les camps des prisonniers sont dispersés sur la planète et la nourriture ne leur est livrée qu’une fois par mois. Avec leurs deux navettes, les naufragés se rapprochent du camp Brasier, où sont regroupés les prisonniers les plus difficiles. Honor prend contact avec eux.
La ministre de la guerre de la République, McQueen, constatant l’absence d’activité des Manticoriens, décide de reprendre l’initiative. Elle confie à l’amiral Giscard une nouvelle flotte avec laquelle il doit attaquer des systèmes menant vers Basilic. Giscard et la commissaire du peuple, Pritchart, qui est censée le surveiller, sont amants.
Sur Grayson, une nouvelle classe de navires est rebaptisée classe Harrington, Allison et son mari annoncent qu’ils attendent un enfant.
Ayant détruit une navette havrienne lors du ravitaillement du camp Brasier, Honor et trois cents prisonniers à bord d’une de ces navettes d’assaut attaquent le camp Charon et en prennent le contrôle.
Les systèmes de Seaford 9, Hancock, Zanzibar sont attaqués par les Havriens, les Manticoriens sont défaits sauf à Hancock où le porte-BAL Minotaure était en manœuvre, prouvant ainsi sa valeur. Basilic est attaqué par deux forces ennemies mais l’amiral Havre-Blanc qui a réussi à compléter sa huitième flotte et qui se trouvait près du trou de ver de l’Etoile de Trévor parvient, en sautant par Manticore, à anéantir l’une des flottes attaquant Basilic.
Sur Hadès, les procès mis en place par Honor pour juger les exactions commises par les Havriens se poursuivent. Les ex-prisonniers capturent un vaisseau havrien qui amenait des prisonniers. Ils apprennent les attaques dévastatrices menées par Giscard, ainsi que la diffusion de l’exécution de Honor. Celle-ci comprend que Manticore ne pourra pas envoyer une flotte pour les évacuer. Peu après une flotte havrienne comprenant cinq transporteurs qui doivent emmener des prisonniers de Hadès vers Seabring arrive. Honor qui l’attendait s’en empare. Elle expédie les cinq transporteurs et un vaisseau d’escorte vers l’Étoile de Trévor, évacuant ainsi plus de deux cent quatre-vingt-six mille prisonniers. Il lui reste dix navires de combat. Une semaine plus tard, seize vaisseaux havriens accompagnés de deux transports de troupes arrivent dans le système, les Havriens ont des soupçons sur ce qui se passe sur Hadès. Honor parvient à les détruire et capture les deux transports. Avec ses navires et les transporteurs elle arrive dans le système de l’Étoile de Trévor, évacuant cent six mille prisonniers supplémentaires, plus de deux ans après sa capture.

## Citation
- Citation du chapitre 16 du premier livre : Seuls ceux qui acceptent de paraître idiots dans l'exercice de leur devoir peuvent réellement prétendre à la sagesse